# Albert Zacher
Albert Zacher (* 20. Februar 1861 in Bonn; † 12. Mai 1911 in Rom) war ein deutscher Journalist und Autor.

## Leben
Albert Zacher studierte an der Universität Bonn Philologie und gehörte dort im Jahr 1882 zu den Stiftern des Akademisch-Neuphilologischen Vereines, einer fachwissenschaftlichen Studentenverbindung im Weimarer Kartellverband. 1884 wurde er in Bonn promoviert. 1886 bis 1889 arbeitete er als Hauslehrer.
Zacher lernte 1889 bis 1891 im Berliner Büro der Frankfurter Zeitung und wurde 1891 Chefredakteur der Kleinen Presse Stadt-Anzeiger und Fremdenblatt in Frankfurt. Er war von 1895 bis zu seinem Tode Korrespondent der Frankfurter Zeitung in Rom und tat er sich auch als Autor von Reisebeschreibungen und Werken zur Kunst Italiens hervor.
Gelegentlich blieb er auch seinem ursprünglichen Forschungsgegenstand treu und publizierte zum Beispiel Lieder und Satiren von Giuseppe Gioachino Belli oder zu dem seinerzeit modernen und an deutschen Theatern viel gespielten José Echegaray.
Zacher starb 1911 im Alter von 50 Jahren in Rom. Die Familiengrabstätte befindet sich auf dem Kölner Melaten-Friedhof.

## Schriften (Auswahl)
- Beiträge zum Lyoner Dialekt. Dissertation Bonn 1884 (Digitalisat).